# Artemide Zatti
Artemide Zatti SDB (deutsch Artemis, * 12. Oktober 1880 in Boretto; † 15. März 1951 in Viedma, Río Negro) war ein italienischer Ordensbruder und Missionar in Argentinien. In der römisch-katholischen Kirche wird er als Heiliger verehrt.

## Leben
Der in Italien geborene Sohn von Luigi Zatti und Albina Vecchi wanderte mit seiner Familie 1897 nach Argentinien aus, wo schon ein Onkel lebte. Die Familie ließ sich in Bahía Blanca nieder. Er arbeitete in einem Hotel und einer Ziegelfabrik. Dort kam er mit den Salesianern Don Boscos in Kontakt und entschloss sich in die Ordensgemeinschaft einzutreten. 1900 kam er nach Bernal, wo er die Aufgabe bekam, einem tuberkulosekranken jungen Priester beizustehen. Bei dessen Pflege zog er sich selbst die Krankheit zu, weshalb er ins Krankenhaus „San José“ geschickt wurde, begleitet von Pater Evarisio Garrone, der die Leitung des Krankenhauses übernahm. Er gelobte im Falle einer Heilung, sich ganz in den Dienst der Kranken zu stellen. 1908 legte er seine Profess ab. Nach seiner Genesung begann er sich deshalb mit der dem Hospital angeschlossenen Apotheke zu beschäftigen. Als Garrone 1911 starb, wurde ihm neben der Apotheke auch die Verantwortung für das gesamte Krankenhaus anvertraut. Er wurde zu einem geübten Pharmazist, Krankenpfleger und Assistenten im Operationssaal, war aber auch für die Finanzen und das Portal zuständig. Nach Berichten ging sein Tagesarbeitspensum immer von 4.30 Uhr morgens bis 23.00 Uhr abends in strenger Selbstdisziplin. Er setzte sich für den Neubau eines Hospitals ein, für das 1913 der Grundstein gelegt wurde. Zu seinem Bedauern wurde es 1941 wieder abgerissen, um dem Bischofspalast für die entstehende Diözese von Viedma Platz zu machen.
Im Juli 1950 fiel er von einer Leiter und war erstmals zu einer Ruhepause gezwungen. Bei den fälligen Untersuchungen stellte der Arzt nach einigen Monaten einen Leberkrebs im Endstadium fest. Von Januar bis März 1951 lag er im Krankenbett.
Seine sterblichen Überreste befinden sich in der Kapelle der Salesianer in Viedma.

## Selig- und Heiligsprechung
1976 eröffnete die argentinische Bischofskonferenz den Kanonisationsprozess, 1980 wurde er zum Diener Gottes, am 17. Juli 1997 für Venerabile erklärt. Am 14. April 2002 wurde er durch Papst Johannes Paul II. seliggesprochen.
Im Verfahren zu seiner Heiligsprechung erkannte Papst Franziskus am 9. April 2022 ein seiner Fürsprache zugeschriebenes Wunder an. Im Konsistorium der Kardinäle am 27. August 2022 kündigte er die Heiligsprechung Artemide Zattis an. Diese fand am 9. Oktober desselben Jahres statt, gemeinsam mit der Heiligsprechung Giovanni Battista Scalabrinis.
Sein Gedenktag ist der 15. März.